# Erimantos
Erimantos (griego: Ερύμανθος) es un municipio de la República Helénica perteneciente a la unidad periférica de Acaya de la periferia de Grecia Occidental.
El municipio se formó en 2011 mediante la fusión de los antiguos municipios de Farrés, Kalentzi, Leontio y Tritaía, que pasaron a ser unidades municipales. La capital municipal es la villa de Chalandritsa en la unidad municipal de Farrés. El municipio tiene un área de 582,14 km².
En 2011 el municipio tenía 8877 habitantes.
Se sitúa al sur de Patras. En el lateral suroriental del término municipal se halla el monte Erimanto, del cual toma su nombre el municipio.